# 特洛伊山脈
特洛伊山脈（英語：Trojan Range）是南極洲的山脈，位於昂韋爾島，最高點是海拔高度2,760米的法蘭西山，該山脈以敘事史詩伊里亞德中的特洛伊命名，現時受南極條約管理。